# Институт высшей нервной деятельности и нейрофизиологии РАН
Институт высшей нервной деятельности и нейрофизиологии РАН — головное учреждение Российской академии наук в области физиологии человека и животных. В настоящее время институт включает 17 научных лабораторий.

## История
Институт высшей нервной деятельности АН СССР был создан 14 июля 1950 года приказом Академии наук СССР (за подписями Президента АН СССР С. И. Вавилова и Вице-президента АМН СССР И. П. Разенкова) на основании решения Президиумов двух академий в ходе печально известной «Павловской сессии».
В 1960 году переименован в Институт высшей нервной деятельности и нейрофизиологии АН СССР.

## Руководители института
Институт возглавляли:
- 1950—1952 — Э. А. Асратян, член-корреспондент АН СССР
- 1952—1957 — А. Г. Иванов-Смоленский, академик АМН СССР
- 1957—1960 — Л. Г. Воронин, член-корреспондент АН СССР
- 1960—1981 — Э. А. Асратян, член-корреспондент АН СССР
- 1981—2000 — П. В. Симонов, академик РАН
- 2000—2005 — И. А. Шевелев, академик РАН.
- 2005—2018 — П. М. Балабан, член-корреспондент РАН
- 2018—         А. Ю. Малышев, профессор РАН